# Auersberg-Buche
Die Auersberg-Buche ist ein Naturdenkmal auf dem sächsischen Auersberg.

## Beschreibung
Die Auersberg-Buche ist eine über 150 Jahre alte Rotbuche. Sie ist circa 9 Meter hoch, hat einen Umfang von circa 2,02 Metern und einen Kronendurchmesser von circa 8 Metern. Am 19. Dezember 1996 wurde sie zum Naturdenkmal erklärt.